# Brévonnes
Brévonnes település Franciaországban, Aube megyében. Lakosainak száma 667 fő (2022. január 1.). Brévonnes Val-d’Auzon, Mathaux, Pel-et-Der, Piney és Radonvilliers községekkel határos.

## Népesség
A település népessége az elmúlt években az alábbi módon változott:
| Lakosok száma | 648  | 655  | 584  | 664  | 706  | 704  | 686  | 677  | 667  | 667  |
|               | 1968 | 1982 | 1999 | 2006 | 2011 | 2015 | 2017 | 2018 | 2020 | 2022 |